# Gunung Babahangkup
Gunung Babahangkup är ett berg i Indonesien.   Det ligger i provinsen Aceh, i den västra delen av landet, 1 700 km nordväst om huvudstaden Jakarta. Toppen på Gunung Babahangkup är 1 251 meter över havet, eller 191 meter över den omgivande terrängen. Bredden vid basen är 3,4 km.
Terrängen runt Gunung Babahangkup är huvudsakligen kuperad.Runt Gunung Babahangkup är det mycket glesbefolkat, med 2 invånare per kvadratkilometer. I omgivningarna runt Gunung Babahangkup växer i huvudsak städsegrön lövskog.